# فیروزه خلعتبری
فیروزه خلعتبری (متولد ۱۳۲۸) اقتصاددان ایرانی و عضو هیئت علمی گروه پژوهشی شاخص‌سازی و آینده‌پژوهی مرکز تحقیقات استراتژیک مجمع تشخیص مصلحت نظام است.
او دانش‌آموختهٔ کارشناسی اقتصاد ریاضی و دکترای اقتصادسنجی از مدرسهٔ اقتصاد لندن است.
پژوهش‌های او عمدتاً در حوزهٔ توسعهٔ پایدار، یارانه‌ها و سوخت در چارچوب اقتصاد ایران است.

## آثار
- اق‍ت‍ص‍اد م‍ن‍اب‍ع طب‍ی‍ع‍ی‌، فی‍روزه خ‍ل‍ع‍ت‌ب‍ری، ت‍ه‍ران: ش‍رک‍ت ان‍ت‍ش‍ارات ع‍ل‍م‍ی و ف‍ره‍ن‍گ‍ی، ۱۳۷۲
- اقتصاد نفت: اصول نظری، فیروزه خلعت‌بری، تهران: دانشگاه ملی ایران، ‏‫۱۳۵۶
- خ‍ودآم‍وز اق‍ت‍ص‍اد، ل‍وی‍ی‍س ف‍ه‌ی‍ر، ف‍ی‍روزه خ‍ل‍ع‍ت‌ب‍ری (اقتباس)، ت‍ه‍ران: ش‍ب‍اوی‍ز‏‫، ۱۳۶۸
- بحران، ه‍م‍ی‍ل‍ت‍ون ج‍وردن، ت‍رج‍م‍هٔ ف‍ی‍روزه خ‍ل‍ع‍ت‌ب‍ری، ت‍ه‍ران: ش‍ب‍اوی‍ز، ۱۳۷۶
- ب‍رادری‌، اس‍ت‍ی‍ف‍ن ن‍ای‍ت، ت‍رج‍م‍هٔ ف‍ی‍روزه خ‍ل‍ع‍ت‌ب‍ری، تهران: ش‍ب‍اوی‍ز‏‫‏، ۱۳۶۴
- پ‍ی‍رو راس‍ت‍ی‍ن: ت‍ح‍ق‍ی‍ق‍ی خ‍وان‍دن‍ی درب‍ارهٔ م‍اه‍ی‍ت ج‍ن‍ب‍ش‌ه‍ای ان‍ب‍وه م‍ردم‌، اریک هوفر، ت‍رج‍م‍هٔ ف‍ی‍روزه خ‍ل‍ع‍ت‌ب‍ری، ت‍ه‍ران: ش‍ب‍اوی‍ز، ۱۳۷۲
- مج‍م‍وع‍ه م‍ف‍اه‍ی‍م پ‍ول‍ی، ب‍ان‍ک‍ی و ب‍ی‍ن‌ال‍م‍ل‍ل‍ی‌، ف‍ی‍روزه خلعت‌بری، ت‍ه‍ران: ش‍ب‍اوی‍ز، ۱۳۷۱
- مب‍ان‍ی اق‍ت‍ص‍ادی ن‍ف‍ت‌، ف‍ی‍روزه خ‍ل‍ع‍ت‌ب‍ری، ت‍ه‍ران: ش‍رک‍ت ان‍ت‍ش‍ارات ع‍ل‍م‍ی و ف‍ره‍ن‍گ‍ی، ۱۳۷۳
- س‍رزم‍ی‍ن س‍لاطی‍ن‌، راب‍رت ل‍ی‍س‍ی؛ ت‍رج‍م‍هٔ ف‍ی‍روزه خ‍ل‍ع‍ت‌ب‍ری، ت‍ه‍ران: ش‍ب‍اوی‍ز، ۱۳۷۴
- بنزین: نگاهی راهبردی به موضوع سوخت در بخش حمل و نقل، تهیه و تنظیم فیروزه خلعت‌بری، تهران: معاونت پژوهش‌های اقتصادی، مرکز تحقیقات استراتژیک‏‫، ۱۳۸۶
- پیشنهادهایی برای بازنگری در قانون هدفمندکردن یارانه‌ها، تهیه و تدوین فیروزه خلعتبری، تهران: مرکز پژوهش‌های مجلس شورای اسلامی، ۱۳۹۲